# アリチアミン
アリチアミン（英: Allithiamine）は、ニンニク独特の臭気成分であるアリシンと水溶性のビタミンB1（チアミン）が会合することによって生成される化合物である。
ニンニクの細胞が破壊されることによってニンニクに含まれる無臭のアリインと酵素アリナーゼとが会合し、ニンニク独特の臭気成分のアリシンに変化する。このアリシンが水溶性のビタミンB1と会合することによりアリチアミンに変化する。
ビタミンB1分解酵素（チアミナーゼ）から分解されにくくなり、また、チアミンよりも吸収率がよくなるといわれている。
アリチアミンについて次のような歴史が存在する。1952年（昭和27年）3月8日に京都大学医学部衛生学教室の藤原元典は、武田薬品工業研究部と提携してニンニクとビタミンB1が反応するとニンニクの成分アリシンがB1（チアミン）に作用してできる「アリチアミン」ができると報告した。そのアリチアミンは、体内でB1にもどり、さらに腸管からの吸収がきわめてよく、血中B1濃度の上昇が顕著で長時間つづく、という従来のビタミンB1製剤にはない特性があることを報告した。また、武田薬品工業は、アリチアミンの製剤化に力を入れ、1954年（昭和29年）3月、アリチアミンの誘導体であるプロスルチアミンの内服薬「アリナミン錠」が発売され、従来のビタミンB1剤に見られない優れた効果を示した。